# Brewers treurspar
Brewers treurspar (Picea breweriana) is een spar uit het westen van de Verenigde Staten. In het Engels wordt ze zowel met Brewer spruce als met weeping spruce aangeduid. De soort is vernoemd naar William Henry Brewer, professor plantkunde aan Yale.
Het is een van de zeldzaamste Amerikaanse soorten, die op de Rode Lijst van de IUCN geplaatst werd. De soort is endemisch in de Klamath Mountains, zuidwest Oregon en noordwest Californië, waar deze groeit op hoogte van 1000 tot 2700 m. Picea breweriana groeit zowel op sedimentaire als op granietachtige, serpentijn of metavolcanische gesteenten, vooral op ondiepe gronden. Men treft hem vooral aan op kammen die fel besneeuwd worden in de winter, veel dooiwater krijgen in de lente en droog staan in de zomer. Deze ruwe omstandigheden verminderen de concurrentie met andere snel groeiende soorten zoals de douglasspar (Pseudotsuga menziesii). Door zijn treurende habitus is hij goed aangepast aan zware sneeuwval.

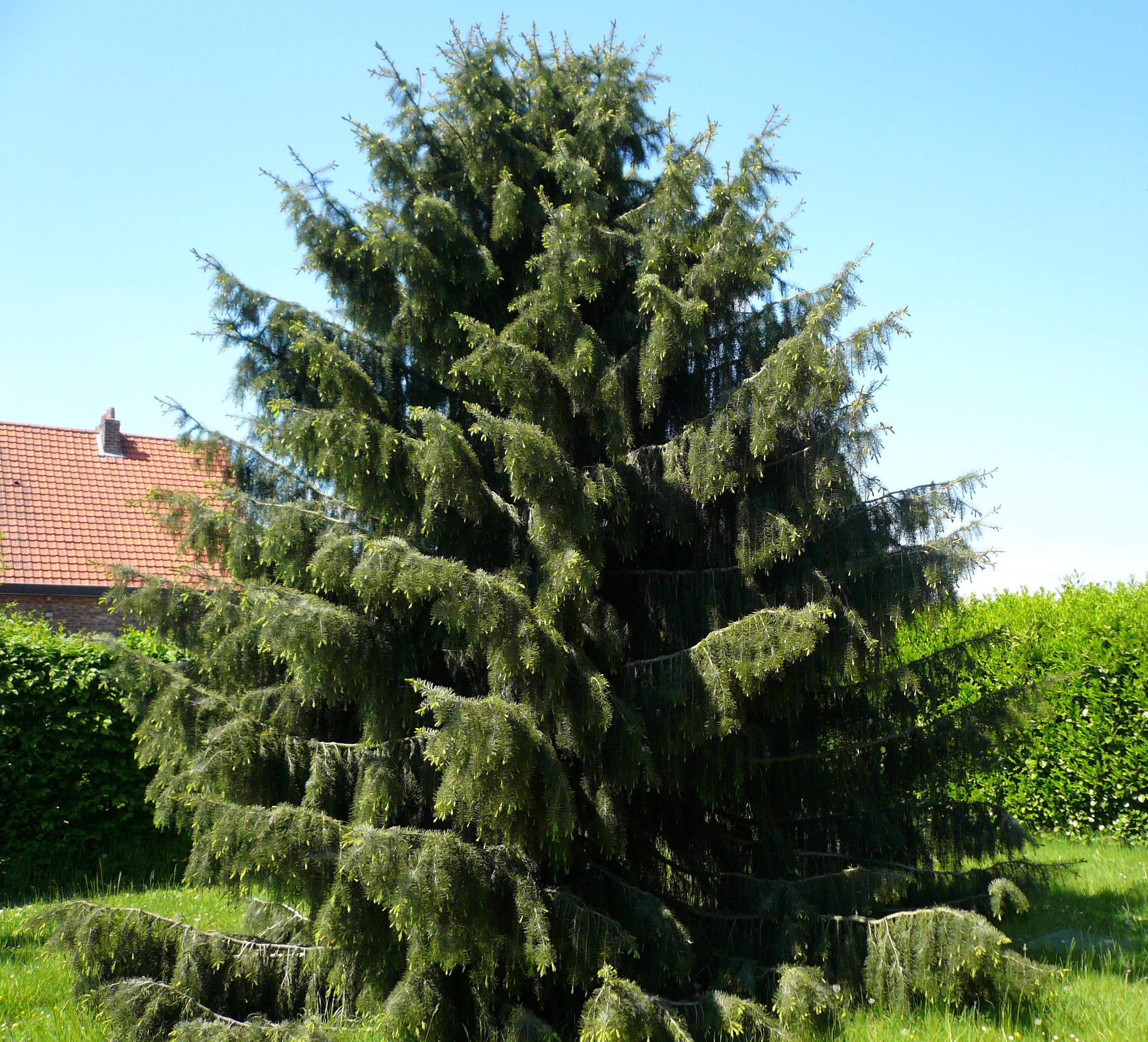
Een vijfentwintig jaar oude boom in een tuin

 Op volwassen leeftijd bereikt de boom een hoogte van 20-40 m (bij uitzondering tot 54 m) en heeft een stam met een diameter tot 1,5 m. De bast is paarskleurig met harde, ronde schilfers. De kroon bestaat uit in etages geplaatste takken met tot 2 m lange hangende twijgen, die als een gordijn omlaag hangen.
Picea breweriana groeit traag, 20 tot maximum 30 cm/jaar. Jonge bomen hebben alleen omhooggerichte, slanke takken zonder hangende twijgen. De hangende twijgen verschijnen pas als de tien- tot twintigjarige boom een hoogte van 1,5-2 m heeft bereikt.
De jonge twijgen zijn oranjebruin en fijn donzig behaard. De bladeren, die rondom de twijgen zijn gerangschikt, zijn 1,5-3,5 cm lange, afgeplatte naalden. Zij hebben een glanzende donkergroene bovenzijde en zijn voorzien van twee smalle witte banden met huidmondjes aan de onderzijde.
Wegens zijn elegante, treurende habitus wordt Picea breweriana zeer geprezen en in tuinen en parken geplant, vooral in het noorden van de Britse Eilanden en in Scandinavië. De hoogte van gekweekte exemplaren bedraagt zelden meer dan 15 m.

## Fotogalerij

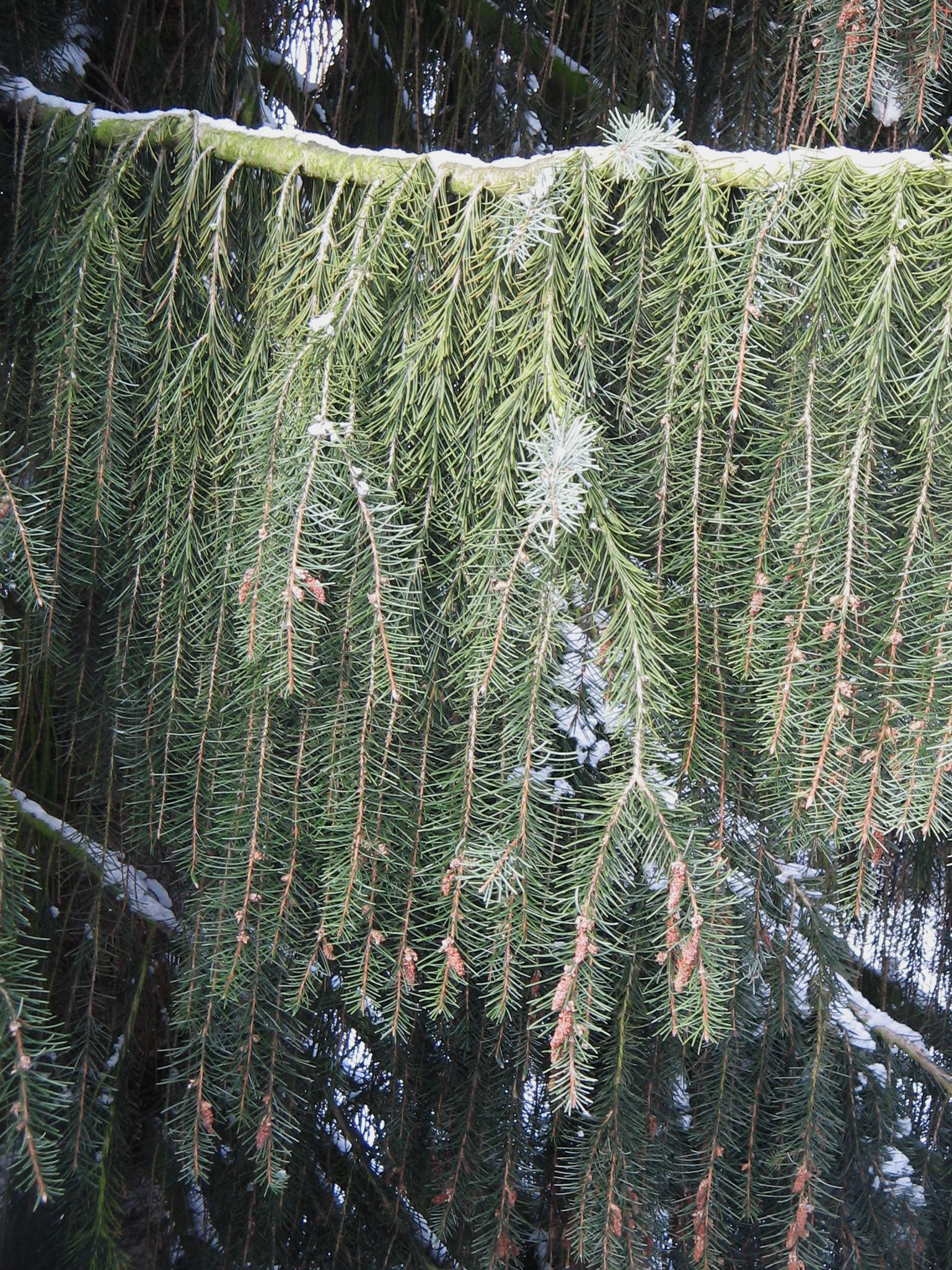
Hangende twijgen
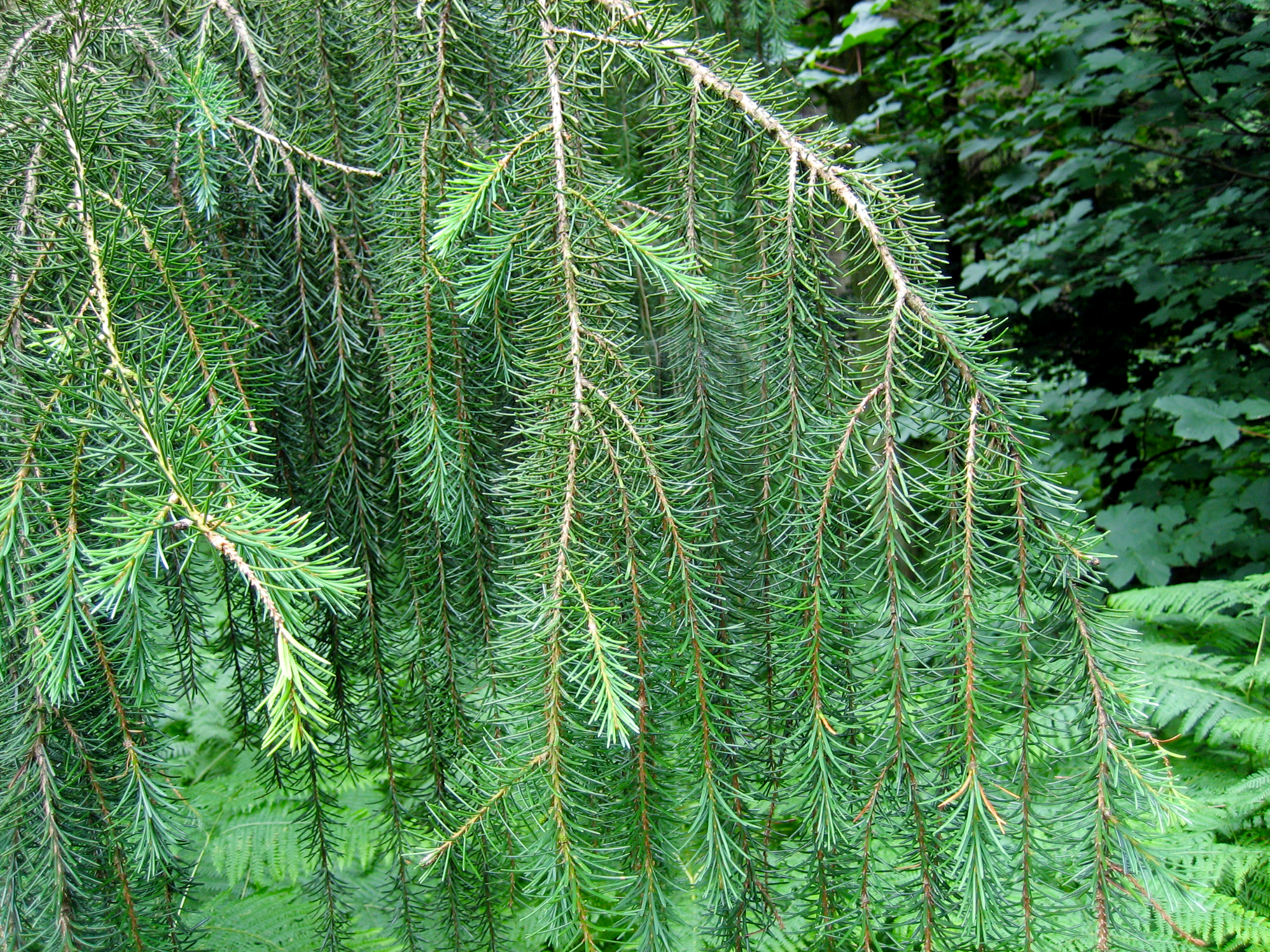
Gebladerte
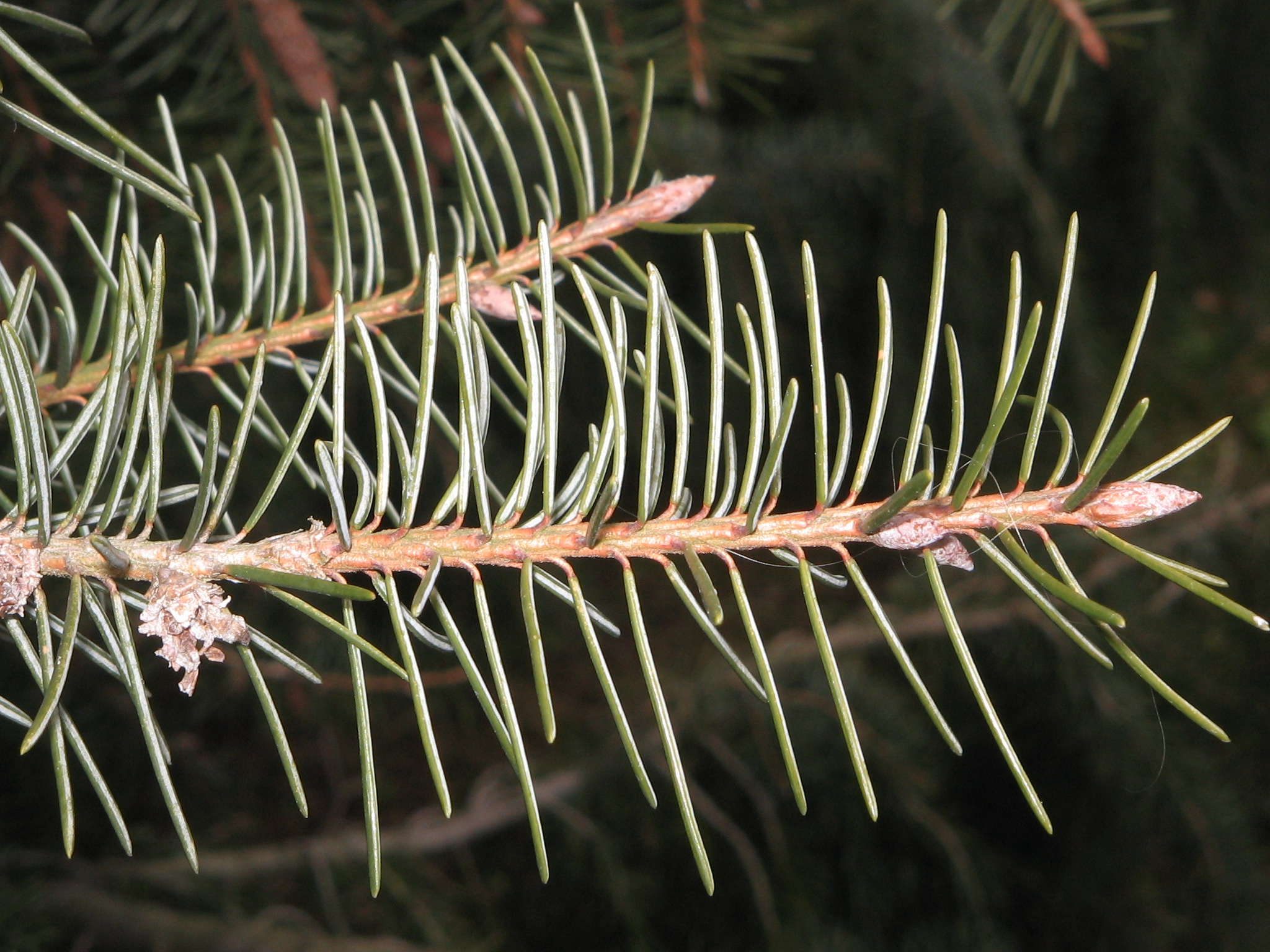
Detail bladeren
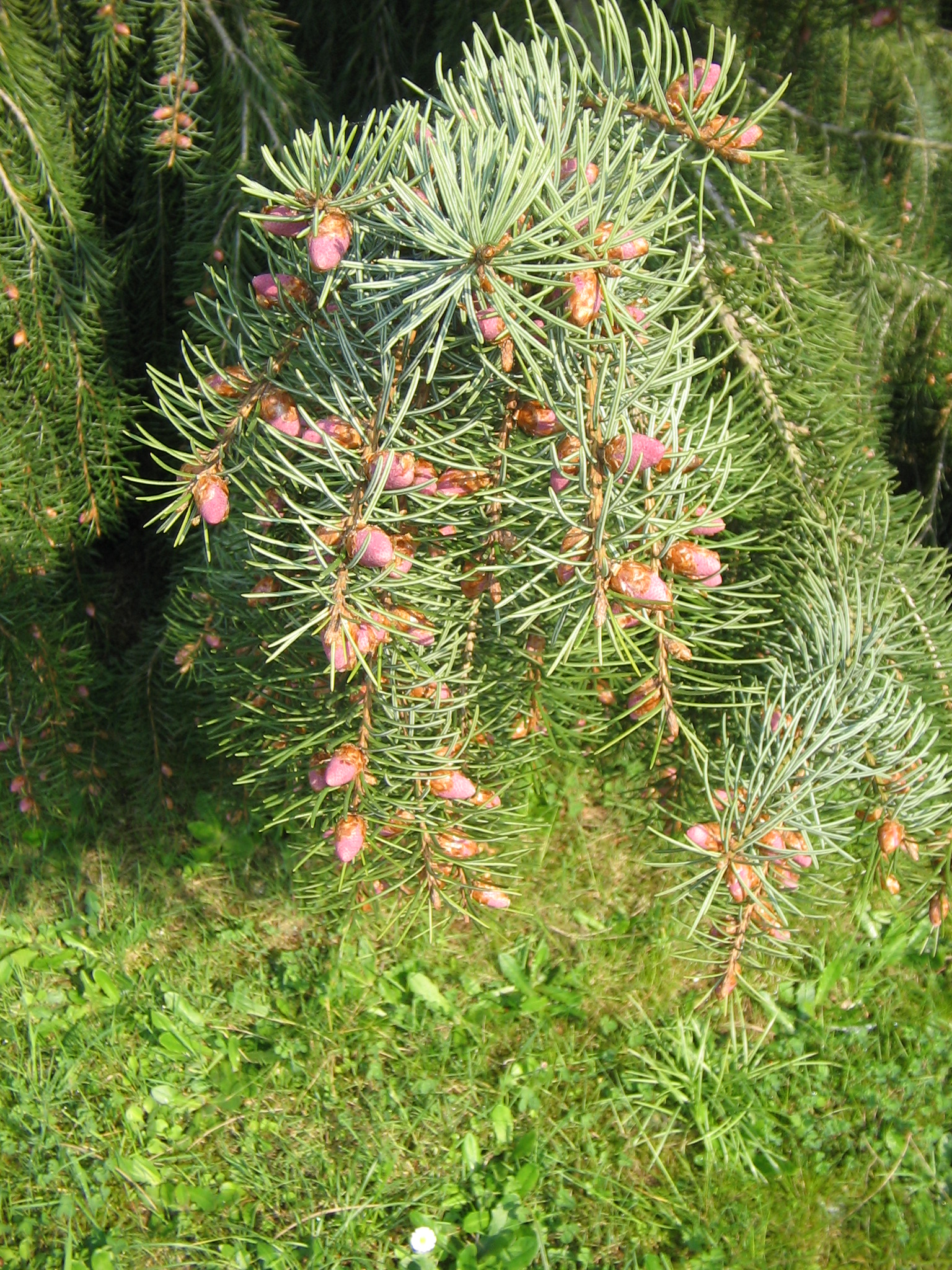
Bloei
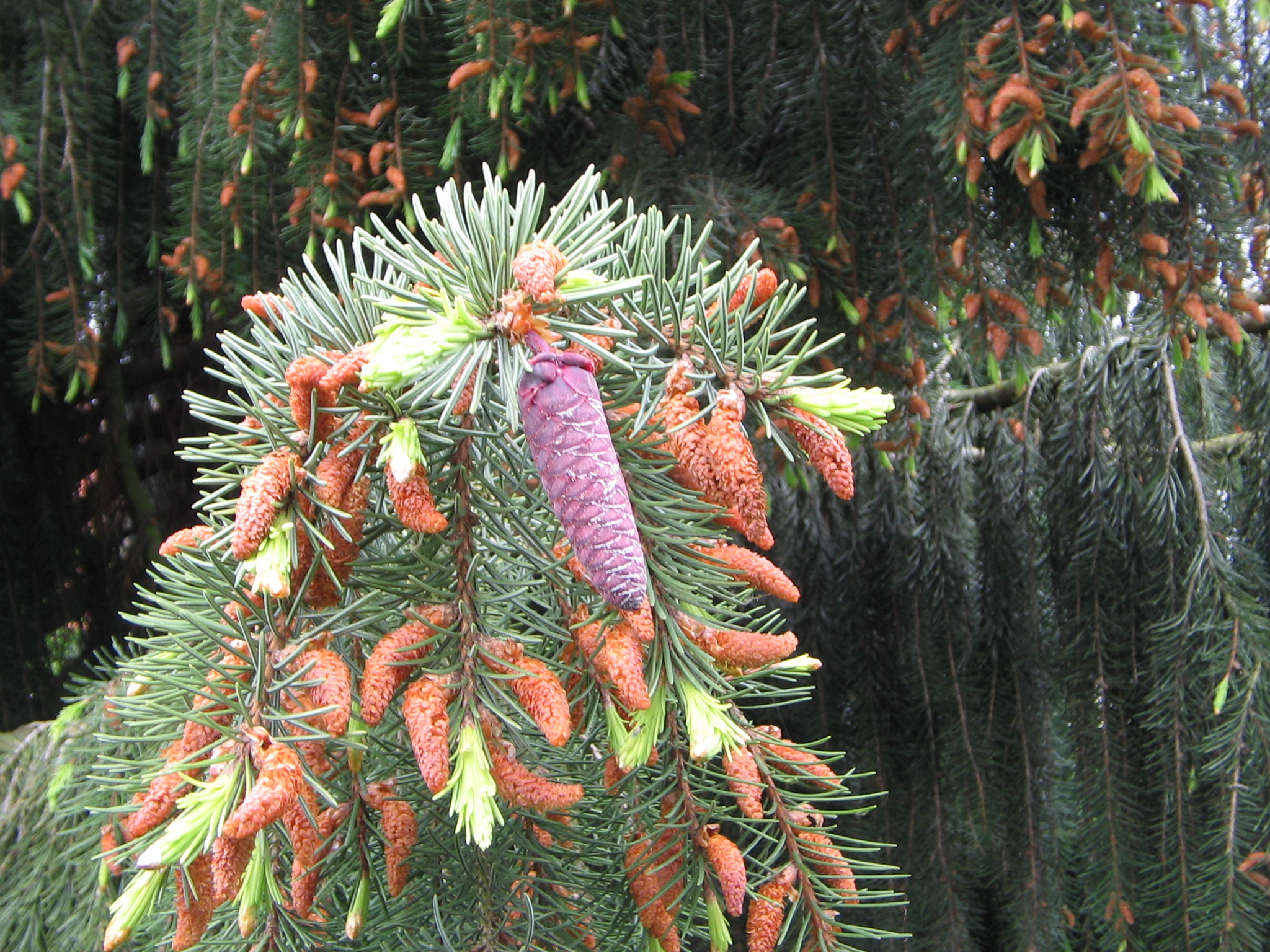
Jonge kegel
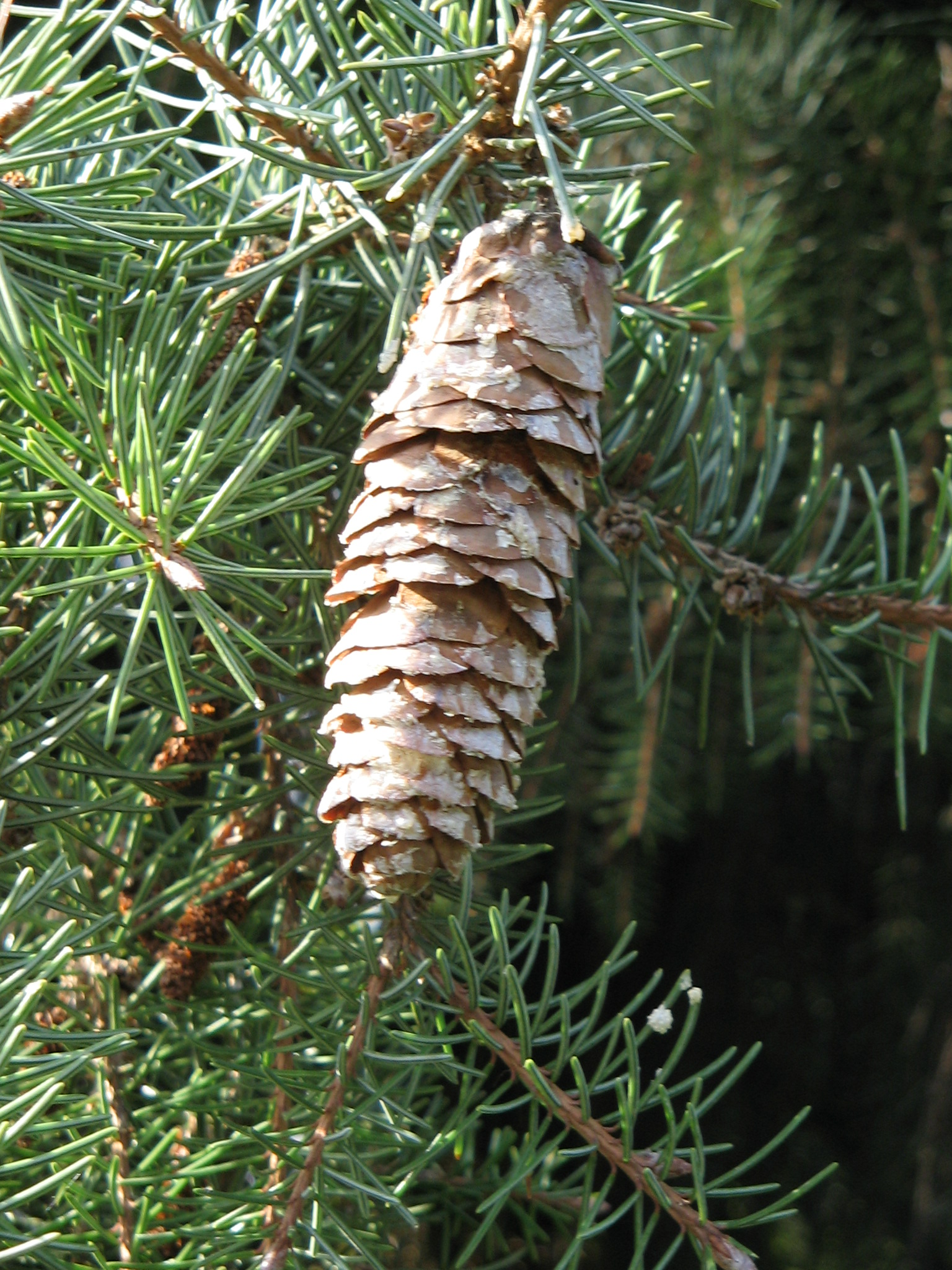
Rijpe kegel